# Rangea
Genre
Rangea est le nom donné à un genre éteint d'organismes marins épibenthiques vivant durant la période de l'Édiacarien, il y a environ entre 558 et 548 Ma (millions d'années). Les restes fossiles de ce genre apparaissent comme des frondes avec des nervures segmentées. Rangea est le type du clade des rangéomorphes.

## Répartition géographique
Les fossiles de Rangea sont connus principalement :
- en Namibie où les premiers spécimens ont été décrits ;
- en Sibérie orientale dans la région d'Olenyok ;
- en Australie dans les collines Ediacara de la chaîne de Flinders en Australie-Méridionale.

## Description
L'espèce type Rangea schneiderhoehni, de Namibie, n'était connue que par de rares fossiles. De nouvelles fouilles sur ce site africain ont permis en 2013 de préciser la morphologie de Rangea.
À partir d'un bulbe basal se développe six tubes qui se rejoignent à une hauteur de plusieurs centimètres. Entre ces tubes se placent des frondes doubles constituées de ramifications à structure autosimilaire avec au moins trois niveaux de fractalité,. Cette structure à symétrie d'ordre six est schématisée en couverture du volume 87 (2013) de la revue « Journal of paleontology ».
Rangea est considéré comme étant probablement un animal épibenthique fixé, dressé en fond de mer. Tous ses restes fossiles ont cependant été arrachés du fond marin et déposés dans des dépôts de tempête (tempestites). Certains auteurs émettent toutefois l'hypothèse d'une vie endobenthique (enfouie dans le sédiment de fond de mer).

## Espèces
Six espèces ont été décrites, mais une seule est considérée comme valide, l'espèce type Rangea schneiderhoehni :
- R. brevior Gürich 1933 = R. schneiderhoehoni ;
- R. arborea Glaessner et Wade, 1966 = Charniodiscus arboreus ;
- R. grandis Glaessner et Wade, 1966 = Glassnerina grandis = Charnia massoni ;
- R. longa Glaessner et Wade, 1966 = Charniodiscus longus ;
- R. sibirica Sokolov, 1972 = Charnia sibirica = Charnia massoni.

## Taxonomie
Rangea est placé dans le clade des Rangeomorpha dont il est le type.